# Полски мак
 Тази статия е за цветето Кадънка.  За други значения на Кадънка вижте Кадънка (пояснение).  
Полският мак (Papaver rhoeas), наричан също Кадънка и също Тръмбул, е едногодишно тревисто растение от семейство Макови. Разпространено е като плевел в Европа, Азия и Австралия. Образува многобройни дребни семенца поместени в плод-кутийка. Бързо цвети с едри цветове. Отглежда се и като декоративно растение. Медоносно, в народната медицина се използват венчелистчетата против кашлица и диария.